# Riccardo II di Gaeta
Riccardo dell'Aquila (fl. XII secolo) fu, all'inizio del XII secolo, console e duca di Gaeta.

## Biografia
Secondo Léon-Robert Ménager, Riccardo dell'Aquila apparteneva a una famiglia normanna originaria di L'Aigle, nell'ovest del ducato di Normandia, il nome dell'Aquila sarebbe quindi l'italianizzazione di L'Aigle.
Viene menzionato per la prima volta in un atto del conte di Aversa e principe di Capua, Riccardo II, come possessore di un feudo a Pontecorvo. Era anche conte di Fondi.
Nel 1105, Riccardo dell'Aquila divenne, in circostanze poco note, console e duca di Gaeta. Sembra che abbia sostituito alla guida del ducato un altro normanno, Guglielmo di Blosseville, probabilmente cacciato per ragioni oscure.
Nello stesso anno, concluse un trattato con Roberto, figlio di Giordano di Capua, Guglielmo di Blosseville, il conte Leone di Fondi e il conte Landenolfo di Maranola. Nel trattato, tutti questi signori si impegnavano a rispettare, durante le loro guerre, i beni dei monasteri e delle chiese.
Il duca Riccardo riuscì ad accrescere i propri possedimenti con l'annessione della contea di Suessula e a mantenersi al potere almeno fino al 1109, dopo tale data, il suo nome non appare più.
Morì probabilmente prima del 1116, anno in cui sua moglie si risposò.
I suoi discendenti, tra cui Riccardo III dell'Aquila, ebbero un ruolo importante nel futuro Regno di Sicilia.

## Unione e discendenza
Dalla sua sposa Rangarda, Riccardo dell'Aquila ebbe almeno due figli:
- Andrea, morto nel 1113
- Goffredo.